# Congostinas
Congostinas es una parroquia localizada en el valle del Pajares, municipio de Lena, en Asturias, a la que da nombre el río Congostinas.

## Barrios
- Congostinas
- Linares (Llinares)

## Comunicaciones
Cuenta con una estación de ferrocarril denominada Linares-Congostinas que dista a 1,8 km del centro de la parroquia. En ella para un tren por sentido al día que la une con León, Gijón, Oviedo y la capital del concejo, Pola de Lena, entre otros destinos.
- Datos: Q3663225
- Multimedia: Congostinas, Lena / Q3663225